# Segovia (Antioquia)
Segovia es un municipio de Colombia, ubicado en la subregión nordeste del departamento de Antioquia. Limita al norte con los municipios de Zaragoza y El Bagre, al este con el departamento de Bolívar, al sur con el municipio de Remedios, y al oeste, con los municipios de Amalfi y Anorí.

## Historia

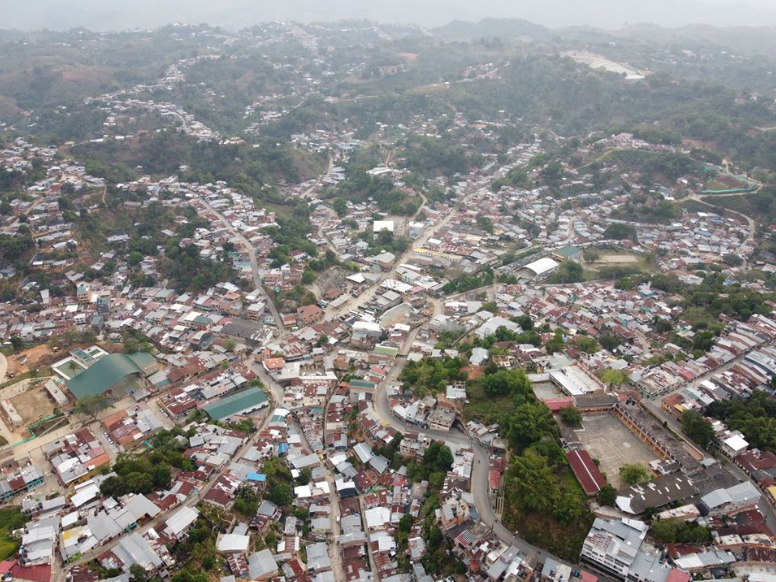
Vista aérea

Segovia fue descubierto por el capitán Francisco Núñez Pedrozo. Antes de la llegada de los colonos, el territorio segoviano estaba poblado por los indios tahamíes y yamecíes. En los años 1860, los exploradores llegaron a Segovia, y habiendo encontrado minas de oro se quedaron para no irse. A partir de ese momento, fueron muchas las expediciones que llegaron a Segovia en busca del preciado metal. La fiebre del oro acaparaba la atención de todos los que llegaban. Hasta ese momento, Segovia no era más que un simple corregimiento del municipio de Remedios.
En 1852 se estableció en Segovia la Frontino Gold Mines, la cual trajo máquinas de vapor, telégrafo, correo y molino californiano, y además instaló rieles en las minas, trayendo así un mejor manejo de la explotación minera.
En 1865 se construyó la parroquia como parte de la arquidiócesis de Santa Fe de Antioquia.
En 1877 se convirtió en corregimiento y el nombre de Tierradentro se cambió por el actual de Segovia.
En 1880 Segovia fue erigida como distrito. Un año más tarde, ese distrito había sido agregado de nuevo al municipio de Remedios.
El 17 de septiembre de 1884 el presidente de estado soberano de Antioquia, Liciano Restrepo, dictó el decreto 851 que erigió el distrito de Segovia. El 18 de noviembre fue nombrado primer alcalde, Alejandro Yepes, segregándose así del municipio de Remedios.
La primera biblioteca del municipio de Segovia se fundó en 1955 por acuerdo 7 de agosto del mismo año, siendo alcalde el sargento mayor Pedro Flores Rubio y secretario Aurelio Barrientos Arango. Primera bibliotecaria fue Sara Cardeño, posesionada el 13 de noviembre de 1957 por decreto 0027, la segunda bibliotecaria fue Alicia Uribe y en el mismo año se funda el grupo escénico Segovia, bajo la dirección de Arnulfo Ramírez (Carecas), posteriores directores: Fabio Cardeño y Gregorio Lezcano. En 1973 se nombra a Aydé Ramírez como bibliotecaria; en 1978 por acuerdo 08 emanado del concejo municipal, la biblioteca adquiere el nombre de “Arturo Vargas Medina”
Segovia es un municipio de clima cálido donde confluyen muchas culturas, pues a lo largo de su historia ha recibido gente de todo el país que llega atraída por la posibilidad de trabajar en la extracción aurífera.
Es territorio minero por excelencia. El oro ha sido su principal referente desde antes de la llegada de los españoles, y todavía hoy su economía y su cultura gira en torno a las minas.
El municipio ha conocido varias masacres perpetradas por grupos paramilitares, entre ellas la del 11 de noviembre de 1988 cuando hombres armados dispararon contra la población civil matando a 53 personas 
La masacre de Segovia, Antioquia, ocurrió el 11 de noviembre de 1988 durante un ataque del grupo paramilitar Muerte a Revolucionarios del Noreste, liderado por Fidel Castaño. Dejó un saldo de 46 personas asesinadas y más de 50 heridas. Se realizó con el fin de eliminar a los militantes de la Unión Patriótica que habían ganado las elecciones de marzo de 1988.
Segovia vive el conflicto entre paramilitares LDN y AGC.
En abril de 2014, el hospital del municipio fue demolido por serias grietas que aparecieron cinco meses antes debido a la actividad minera en los suelos del hospital. Por ahora el principal centro de salud se ha trasladado al antiguo hospital ubicado en el barrio La Salada.

## Generalidades
- Fundación: 24 de julio de 1869
- Fecha de erección: 1885
- Fundador: General Francisco Núñez Pedrozo
- Apelativos: Pueblo forjado en Oro, Puerta de Oro del Nordeste Antioqueño y Capital Aurífera de Colombia.

Recibió su nombre para emular los nombres de las ciudades y conquistadores españoles. También ha llevado el nombre de Tierradentro.

## Geografía
El municipio de Segovia se encuentra localizado en la cordillera central de los Andes, en el nordeste antioqueño, y disfruta de un clima caliente.La cabecera urbana está ubicada a una altitud de 650 metros sobre el nivel del mar y su temperatura medio es de 28 °C. Se encuentra a una distancia por carretera a Medellín de 227 Kilómetros, la vía es pavimentada y en buenas condiciones aunque las del municipio se encuentran en un proceso de mejoramiento, el cual está siendo ejecutado por la alcaldía del municipio
Límites del municipio: Norte: Con los municipios de Zaragoza y Bagre Oriente: Con el Departamento de Bolívar Occidente: Con los municipios de Amalfi y Anorí Sur: Con el municipio de Remedios.
Extensión total: 1231 km², Extensión área urbana: 5,6 km², Extensión área rural: 1225.4 km², Altitud de la cabecera municipal (metros sobre el nivel del mar): 650, Temperatura media: 28 °C, Distancia de referencia: 227
Posee una extensión de 1.231 km².

## División Político-Administrativa
Además de su Cabecera municipal. Segovia tiene bajo su jurisdicción el siguiente corregimiento (de acuerdo a la Gerencia departamental):
| Corregimiento | Centros Poblados     | Veredas                                             |
| Fraguas       | - Fraguas (Machucas) | El Cenizo, El Cristo, Cuturú Abajo, Laureles, Mata. |

## Demografía
Población total: 40.500 hab. (2021)
- Población urbana: 30 133
- Población rural: 7 767

Alfabetización: 82.2% (2005)
- Zona urbana: 84.7%
- Zona rural: 71.1%

### Etnografía
Según las cifras presentadas por el DANE en el censo de 2005, la composición etnográfica del municipio es:
- Mestizos & blancos (80,2%)
- Afrocolombianos (19,6%)
- Indígenas (1,2%)

## Vías de comunicación
Está comunicado por carretera con los municipios de (Zaragoza Antioquia y por ende con la costa atlántica), (con el Municipio de Remedios
y todo el nordeste antioqueño incluyendo vía Medellín), con los Municipios de Yondó y Puerto Berrio con vía a Bogotá y el sur del país)y (por vía aérea de Remedios hasta Medellín).
Terrestres:  El servicio transporte. A nivel regional lo cubre las empresas Transporte Segovia y Flota Nordeste, que prestan el servicio de carga y de pasajeros especialmente Segovia-Medellín y viceversa.
A nivel local lo presta las empresas Transporte Segovia y la Cooperativa de Transportadores.
Aéreas:  Existe vuelos chárter particulares, que prestan el servicio de pasajeros y de envío de mensajería.

## Economía
Se concentra principalmente en la exploración y explotación del material aurífero, el municipio produce el 39,4% del total de la región en oro y el 6,66% de la producción nacional. 
- Agricultura: plátano y café.

Se caracteriza principalmente porque carece de técnicas de producción y dentro de la cual se destacan productos como: la yuca, el plátano, el maíz y el arroz. Esta está dedicada básicamente a la producción de alimentos para el consumo interno, y con deficiencias en materia de productividad y comercialización.
- Ganadería:Es incipiente y está concentrada en pocas fincas con un promedio de 50 cabezas de ganado por parcela. Su productividad es baja debido a la dificultad de producir pastos saludables, y el medio ambiente no es propicio para desarrollar la ganadería extensiva de alta productividad en carne o en leche, principalmente el ganado de la región es el Cebú Criollo.

- Comercio:Se desarrolla principalmente en el área urbana y gira en torno a la industria extractiva del material aurífero con los entables, las compras de oro, la provisión de víveres, la venta de licores, y almacenes de misceláneas.

- Madera:Su producción es inadecuada, se destina principalmente a otras ciudades para ser procesado, y se centra básicamente en especies de árboles nativos principalmente: Abarco, Sapán, Coco Cabuyo, Perillo, entre otros; deteriorando la selva virgen tropical, lo que genera riesgos ecológicos preocupantes.

- Minería: Oro y plata. La minería es la principal fuente de divisas del municipio.

La empresa "Frontino Gold Mines" nace aquí en el año 1852 de manos de unos inversionistas ingleses quienes, dada la riqueza aurífera, se instalan en la localidad antes llamada Tierradentro. Gracias a su riqueza aurífera es uno de los municipios de Antioquia que más oro exporta.

## Fiestas
- Fiestas del río Pocuné (Corregimiento Fraguas), 2.ª semana de marzo
- Día de la Identidad Segoviana, 2.ª semana de junio
- Fiesta de la Minería y la Virgen del Carmen, 3.ª semana de julio con la participación de las diferentes asociaciones mineras, donde se resalta la minería y a la Virgen del carmen como patrona de los conductores y de los mineros.Es una fiesta llena de belleza artística y donde se exalta la riqueza aurífera.

## Patrimonio histórico artístico y destinos ecológicos
- Parque Principal de Los Próceres, con los bustos de Rafael Uribe Uribe, Benjamín Herrera y Enrique Olaya Herrera

- Parroquia Nuestra Señora de Los Dolores (Parque Principal), El Santo Cristo (Briceño), Parroquia Nuestra Señora del Carmen (Barrio Galán) Reconstrucción de la antigua iglesia del Municipio destruida por un sismo en los 60

Destinos ecológicos y campestres:
- Minas El Silencio y Providencia. Acá se aprende sobre la explotación del oro. "El Silencio" es la mina de oro más grande del nordeste. Es una especie de ciudad subterránea con 44 niveles, es decir, un edificio de 44 pisos hacia abajo, donde los hombres trabajan a temperaturas de 36 grados centígrados

- Las Cristalinas. Paraje con sitios ideales para baño, paseos y caminatas ecológicas. Sus negocios ofrecen bebidas como el "cristalino", "oscuro" o limonada. Posee además paisajes impactantes por su grado de belleza, en resumen es uno de los lugares más hermosos de Segovia.

- Represa El Manzanillo - La Tupia. Los bellos paisajes contrastan con el balneario, a donde llegan bañistas en especial los fines de semana

- Charco de Las Brujas. Las piscinas naturales son atractivo para los turistas y habitantes de Segovia, y el Charco de Las Brujas es uno de los principales. Atraen allí la gran variedad de vegetación y los diversos paisajes que se disfrutan mientras se camina hacia él.

## Servicios públicos
- Energía Eléctrica: EPM, es la empresa prestadora del servicio de energía eléctrica.
- Gas Natural: Surtigas es la empresa distribuidora y comercializadora de gas natural en el municipio.